# Jules Noriac
Claude Antoine Jules Cayron, dit Jules Noriac, né le 24 avril 1826 à Limoges et mort le 1er octobre 1882 à Paris 9e, est un journaliste, dramaturge, écrivain, librettiste et directeur de théâtre français.

## Biographie
Cairon fut d’abord journaliste et chroniqueur dans de nombreux journaux. Il a débuté successivement comme attaché à la rédaction au Corsaire en 1850, à la Gazette de France en 1851, à l’Assemblée nationale en 1853, puis comme rédacteur en chef du Figaro, hebdomadaire dont il était l’un des principaux rédacteurs.
Il avait acquis une certaine notoriété dans la petite presse de Paris et était devenu l’un des principaux rédacteurs du Figaro, lorsqu’il publia, en 1860, deux livres de fantaisie littéraire qui eurent un grand succès de vogue Le 101e, régiment, physiologie militaire (in-18 ; édit. illustrée, petit in-8°) et la Bêtise humaine, roman philosophique (10 éditions dans l’année, in-18 ; édit. illustrée, in-8°), qui a eu pour suite le Grain de sable (1861, in-18).
Outre ses nombreux articles de fantaisie philosophique ou de littérature légère fournis au Figaro, il a encore inséré des études sur la vie en détail dans la Revue fantaisiste. Il a été rédacteur principal de la Revue des Beaux Arts, directeur du Figaro-programme, collaboré à la Gazette de Paris, La Silhouette, L'Univers illustré et devint successivement rédacteur en chef du Soleil. L’un des fondateurs du petit journal quotidien, Les Nouvelles (20 septembre 1865-66), il s’est chargé d’y donner chaque jour, un article de causerie, sous forme de premier-Paris.
Il a aussi collaboré à quelques ouvrages dramatiques, notamment à La Boite au lait, vaudeville en 5 actes, avec Eugène Grangé (Variétés, 1862), et écrit des livrets d’opérette et des romans.
Devenu, en 1863, secrétaire du théâtre des Variétés, il fut également directeur de théâtre, dirigeant, en collaboration avec Hippolyte Cogniard, le théâtre des Variétés de 1856 à 1869 et les Bouffes-Parisiens de 1868 à 1879 avec Charles Comte. Quand il cessa d’être directeur, il créa son indicateur des chemins de fer, le Guide Noriac, qui a prospéré.
Jules Noriac était décoré de l’ordre de Charles III d’Espagne. Grand fumeur, qui du matin au soir avait un cigare à la bouche, il est mort d’un cancer des fumeurs, qui s’était déclaré trois ans plus tôt, dans le petit appartement de la rue de Douai, no 43, où il était revenu s’installer à son retour de Suisse, avec sa femme, Louise Durand, 38 ans, et sa fille. À l’issue de ses obsèques à la Sainte-Trinité, il a été inhumé au cimetière de Montmartre.
Une impasse de la ville d’Isle et une rue de la ville de Limoges ont reçu son nom. Il existe également l’Espace Noriac dans cette dernière rue (salle de spectacles et d’expositions).

## Œuvre
Récits
- Histoire du siège de Paris, illustré par Edmond Morin, Paris, Lahure, 1870.
- Les Gens de Paris, Paris, Michel Lévy frères, 1867, 346 p. (lire en ligne).
- Dictionnaire des amoureux, Paris, M. Lévy frères, 1872, 284 p., 19 cm (OCLC 39294989).

Romans et nouvelles
- Le 101e Régiment : la vie en détail, Paris, Bourdilliat, 1859, 292 p. (lire en ligne).
- La Bêtise humaine, Paris, A. Bourdilliat, 1860, 284 p. (lire en ligne).
- Le Grain de sable, 1861.
- Les Mémoires d’un baiser, 1863.
- La Dame à la plume noire, 1862, chez Dentu, en collaboration avec Gaspard de Cherville et non avec Alexandre Dumas. L'histoire de ce roman est dévoilée par Guy Peeters, dans Gaspard de Cherville, l'autre "nègre" d'Alexandre Dumas, Paris, H. Champion, 2017, p. 305-308. Le texte en collaboration avec Alexandre Dumas s'intitulait Jean Chopine, qui s'inspirait de la mode de Poe (traduit par Baudelaire en 1856) (lire en ligne).
- Le Journal d’un flâneur, 1865.
- Le Capitaine Sauvage, Paris : Michel Lévy Frères, 1866, in-18, 386 .
- Le Chevalier de Cerny.
- La Comtesse de Bruges.
- La Falaise d’Houlgate.
- Mademoiselle Poucet.
- Sur le rail.
- La Boîte au lait, 1862.
- Le Mouton enragé, 1873 (lire en ligne).
- La Maison verte, 1876.
- Paris tel qu'il est, Paris, Calmann Lévy éditeur, 1884, 313-VII p. (lire en ligne)

Opérettes
- Les Baisers d’alentour, Bouffes-Parisiens, 1870.
- Le Barbier de Trouville, musique de Lecocq, 1871.
- La Timbale d’argent, 3 actes, musique de Léon Vasseur, livret d’Adolphe Jaime et de Jules Noriac, Bouffes Parisiens, 1872 (lire en ligne).
- La Petite Reine, 3 actes, avec Jaime, musique de Vasseur, Bouffes Parisiens, 1873.
- La Cruche cassée, opéra comique en 3 actes, avec Jules Moinaux, musique de Léon Vasseur, théâtre Taitbout, 1875 (lire en ligne).
- La Boîte au lait, opérette en 4 actes, musique d’Offenbach, Bouffes Parisiens, 1876.
- Pierrette et Jacquot, 1 acte, avec Gille, musique d’Offenbach, Bouffes Parisiens, 1876.
- La Sorrentine, fantaisie en 3 actes, 3 actes, avec Moineaux, musique de Vasseur, Bouffes Parisiens, 1877.
- Éros, avec Adolphe Jaime, musique Paul Vidal, Bouffes Parisiens, 1892 (lire en ligne)